# Politique monétaire non conventionnelle
La politique monétaire non conventionnelle est l'ensemble des politiques monétaires prises par les banques centrales dans des situations difficiles où les outils traditionnels de la politique monétaire conventionnelle sont inopérants.

## Concept

### Objectifs
Les banques centrales disposent d'un arsenal d'outils qu'elles mettent en œuvre lorsqu'elles souhaitent influer sur les grandes variables macroéconomiques. L'instrument principal de politique monétaire conventionnelle est la gestion des taux directeurs, c'est-à-dire des taux d'intérêt que la banque centrale impose aux banques commerciales. Lorsque la banque centrale souhaite que les banques prêtent plus aux entreprises et aux particuliers, la banque centrale peut réduire ses taux d'intérêt ; si les banques commerciales peuvent se financer à moindre prix, elles ont plus de probabilités de prêter plus.
Seulement, les politiques monétaires conventionnelles ne suffisent parfois pas. En situation de turbulences macroéconomiques, le taux d'intérêt peut tomber à 0 % et se bloquer. On parle alors de taux plancher zéro. La banque centrale ne dispose plus de son outil le plus élémentaire pour influer sur l'économie. Elle doit alors recourir à un ensemble d'outils plus élaborés, moins classiques, et plus interventionnistes.

### Mécanismes
Les politiques monétaires non conventionnelles jouent sur le canal du taux d'intérêt. Elles provoquent un effet important qui est celui du rééquilibrage du portefeuille : en modifiant les taux d'intérêt de certains actifs (obligations d’État), la banque centrale réduit leur rémunération, incitant les investisseurs à acheter des obligations d'entreprises ou des actions.

## Outils

### Assouplissement quantitatif
La politique monétaire non conventionnelle la plus utilisée, et la plus médiatisée, est le quantitative easing ou assouplissement quantitatif. La banque centrale se rend sur les marchés financiers pour acheter en masse des titres de dette publique. La hausse de la demande due aux achats de la banque centrale fait baisser les taux d'intérêt, car ces derniers sont inverses au prix de l'obligation. Ainsi, la banque centrale rend moins coûteux l'endettement public. Il s'agit également d'une forme indirecte de financement monétaire de la dette, car l’État rembourse ensuite à la banque centrale.

### Assouplissement qualitatif
L'assouplissement qualitatif ou le qualitative easing est une politique de la banque centrale de rachat de titres dits "pourris" afin d'améliorer le bilan des banques centrales et des IFM (Institutions Financières et Monétaires). Cependant, cette politique est critiquée par certains économistes dans la mesure où elle pourrait dégrader le bilan de la banque centrale.

### Assouplissement du crédit
Une politique voisine est le credit easing (assouplissement des conditions de crédit). Lorsque la banque centrale rachète des titres de dette privée (crédit hypothécaires, obligations d'entreprise etc.), elle pratique du credit easing. En d'autres termes, la banque centrale rachète des titres représentatifs de crédits à l'économie privée. Cette politique est voisine de l'assouplissement quantitatif.

### Forward guidance
La forward guidance est une politique monétaire qui consiste pour une banque centrale à « guider » les anticipations des agents économiques grâce à une communication publique claire et concise. La banque centrale annonce par avance sa future politique monétaire afin d’accroître l'influence de sa politique sur les anticipations des marchés.

### Taux d'intérêt négatif
La banque centrale a la main sur trois grands taux que sont les taux directeurs. Elle peut les moduler pour les faire entrer en territoire négatif ; on parle alors de taux d'intérêt négatifs. La banque centrale applique alors un taux d'intérêt négatif sur les dépôts des banques commerciales auprès de la banque centrale, constituant de fait une taxe sur les excès de réserves des banques. Ne souhaitant pas voir leurs réserves taxées, les banques sont par conséquent encouragées à ne pas laisser cette monnaie auprès de la banque centrale et à l'investir de façon plus rentable, notamment en la prêtant. 

### Système à deux paliers
Le système à deux paliers est une politique non conventionnelle connexe à celle du taux d'intérêt négatif. Ce système permet d'exempter du taux d'intérêt négatif une partie des réserves des banques auprès de la banque centrale dès lors que la banque a placé plus d'un certain montant auprès de la banque centrale.

### Helicopter money
L'helicopter money, quoique très rarement utilisée, consiste en une création monétaire directement distribuée par la banque centrale à la population. La plupart des États interdisent cette pratique du fait de dérives inflationnistes directes et importantes. Il en va de même du financement monétaire direct des dépenses publiques, qui a lieu lorsque la banque centrale finance directement le budget des gouvernements.

### Long term refinancing operations
Les banques centrales refinancent les banques de manière conventionnelle par le biais des taux directeurs, et notamment du taux de refinancement. Toutefois, l'insuffisance de cette politique a mené à la création d'une politique non conventionnelle appelée Long Term Refinancing Operation, par laquelle la banque centrale prête des sommes considérables de monnaie centrale aux banques, afin de pallier les manques du marché interbancaire. Leur non conventionnalité réside ainsi dans le fait qu'elles ne passent pas par le taux de refinancement, et par l'énormité des sommes prêtées. En Europe, les LTRO ont connu plusieurs déclinaisons, comme les VLTRO (Very Long Term Refinancing Operations), d'une maturité d'un an en 2009, puis de trois ans de décembre 2011 à février 2012.

### Monnaie parallèle
Cette politique monétaire peut être en partie comparable à l'helicopter money sur certains points, consistant à introduire un nouveau moyen de paiement parallèle à la monnaie officielle. L'exemple le plus célèbre concerne l'utilisation des bons MEFO émis à partir de 1934 en Allemagne. Le principe étant d’échanger des obligations d'entreprises uniquement dans le secteur de l'armement sous le contrôle de la Reichsbank avec la perspective plus tard d’échanger les bons MEFO contre des Reichsmarks. Les bons MEFO permettent à l'Allemagne de relancer son industrie militaire, passant de 1 % de son budget à 20 %, garder l'inflation à un niveau stable,  atteindre le plein emploi et contourner les différentes réglementations imposés, tel le traité de Versailles,.

## Critiques et débats
La possibilité de l'efficacité de plusieurs mesures non conventionnelles est reconnue par la recherche économique. Certains débats sont cependant toujours d'actualité.

### Incitation à l'endettement public
Il existe des critiques politiques de ces mesures. Du fait de leur souplesse et de leur ampleur, elles inciteraient les gouvernements à accepter les déficits et à s'endetter, ce qui mettrait en danger la stabilité des finances publiques. Pour Michel Aglietta et Natacha Valla, le lien entre endettement public et politiques monétaires non conventionnelles serait même un lien de causalité : la dette souveraine élevée aurait contraint les banques centrales à mettre en place de telles politiques pour assurer la solvabilité.

### Défauts de calibrage
Patrick Artus a souligné que les politiques monétaires non conventionnelles étaient parfois mal calibrées, et heurtaient l'économie plutôt que de la soutenir. Il remarque ainsi que les obligations publiques rachetées par la BCE dans son programme de QE l'ont principalement été à des non-résidents de la zone euro, qui ont ensuite utilisé les liquidités en euro pour acheter des actions outre-Atlantique.

### Gonflement du bilan des banques centrales
Plusieurs interrogations au sujet du bilan des banques centrales ont été soulevées. En effet, les politiques non conventionnelles ont pour conséquence, pour certaines, le gonflement du bilan des banques centrales, du fait de rachats d'actifs. Cela soulève la question de la permanence dans le temps de la taille importante de ces bilans.

### Ralentissement de la reprise économique
Une étude de la Banque des règlements internationaux de 2016 estime que les politiques monétaires les plus accommodantes, dont les politiques non conventionnelles, tendent à prolonger les périodes de croissance faible. En effet, ces politiques dispensent les banques d'un nettoyage de leur bilan bancaire, ou retardent ce processus ; cela conduit à augmenter la probabilité de banques zombies comme ça a été le cas au Japon après l'éclatement de la bulle immobilière japonaise.